# Montel-Raum
Der mathematische Begriff Montel-Raum bezeichnet eine spezielle Klasse lokalkonvexer Räume. Ihren Namen tragen sie nach dem Satz von Montel aus der Funktionentheorie. Viele lokalkonvexe Räume aus der Theorie der Distributionen sind Montelräume.

## Definition
Ein lokalkonvexer Raum heißt Montel-Raum, wenn er quasitonneliert ist und der Abschluss jeder beschränkten Menge kompakt ist.

## Beispiele
- Ein normierter Raum ist genau dann Montelraum, wenn er endlich-dimensional ist.
- Ist {\displaystyle G\subset {\mathbb {C} }} ein Gebiet und ist {\displaystyle H(G)} der Raum der  holomorphen Funktionen auf G mit den Halbnormen {\displaystyle \textstyle p_{K}(f):=\sup _{z\in K}|f(z)|}, wobei {\displaystyle K\subset G} die kompakten Teilmengen von G durchläuft, so hat nach dem Satz von Montel jede in {\displaystyle H(G)} beschränkte Menge einen kompakten Abschluss. Da {\displaystyle H(G)} als Fréchet-Raum auch quasitonneliert ist, erweist sich {\displaystyle H(G)} als Montel-Raum.
- Sei {\displaystyle \Omega \subset {\mathbb {R} }^{n}} offen und {\displaystyle {\mathcal {E}}(\Omega )} der Raum der beliebig oft differenzierbaren Funktionen {\displaystyle f\colon \Omega \rightarrow {\mathbb {R} }} mit den Halbnormen {\displaystyle \textstyle p_{K,m}(f):=\sup _{|\alpha |\leq m}\sup _{x\in K}|D^{\alpha }f(x)|}, so ist {\displaystyle {\mathcal {E}}(\Omega )} ein Montel-Raum. Dabei wurde für {\displaystyle \alpha =(\alpha _{1},\ldots ,\alpha _{n})} die Multiindex-Schreibweise verwendet.
- Sei {\displaystyle \Omega \subset {\mathbb {R} }^{n}} offen und {\displaystyle {\mathcal {D}}(\Omega )\subset {\mathcal {E}}(\Omega )} der Unterraum der beliebig oft differenzierbaren Funktionen mit einem kompakten Träger in {\displaystyle \Omega }. Für kompaktes {\displaystyle K\subset \Omega } sei {\displaystyle {\mathcal {D}}_{K}(\Omega )} der Raum der Funktionen mit Träger in K mit der von {\displaystyle {\mathcal {E}}(\Omega )} induzierten Teilraumtopologie. Dann gibt es eine feinste lokalkonvexe Topologie auf {\displaystyle {\mathcal {D}}(\Omega )}, die alle Einbettungen {\displaystyle {\mathcal {D}}_{K}(\Omega )\subset {\mathcal {D}}(\Omega )} stetig macht. {\displaystyle {\mathcal {D}}(\Omega )} mit dieser Topologie ist der Raum der Testfunktionen und ist ein Beispiel für einen nicht-metrisierbaren Montel-Raum.
- Sei {\displaystyle {\mathcal {S}}({\mathbb {R} }^{n})} der Raum aller Funktionen {\displaystyle f\colon {\mathbb {R} }^{n}\rightarrow {\mathbb {R} }}, für die alle Suprema {\displaystyle \textstyle p_{k,m}(f):=\sup _{|\alpha |\leq k}\sup _{x\in {\mathbb {R} }^{n}}|(1+|x|^{2})^{m}D^{\alpha }f(x)|} endlich sind. Dabei wurde wieder von der Multiindex-Schreibweise Gebrauch gemacht. Der Raum {\displaystyle {\mathcal {S}}({\mathbb {R} }^{n})} mit den Halbnormen {\displaystyle \{p_{k,m};\,k,m\in {\mathbb {N} }_{0}\}} heißt Raum der schnell fallenden Funktionen und ist ein Montel-Raum.
- Vollständige quasitonnelierte Schwartz-Räume sind Montel-Räume.
- Jeder lokalkonvexe Raum mit der feinsten lokalkonvexen Topologie, das heißt mit der von allen absolutkonvexen, absorbierenden Mengen als Nullumgebungsbasis erzeugten Topologie, ist ein Montel-Raum.

## Eigenschaften von Montelräumen
- Montel-Räume sind reflexiv und daher tonneliert.
- Montel-Räume sind quasivollständig, d. h. jedes beschränkte Cauchy-Netz konvergiert. Es gibt unvollständige Montel-Räume.
- Direkte Produkte (mit der Produkttopologie) und direkte Summen (mit der Finaltopologie) von Montel-Räumen sind wieder Montel-Räume.
- Im Allgemeinen sind weder abgeschlossene Unterräume noch Quotienten von Montel-Räumen wieder Montel-Räume.
- Ist E ein Montel-Raum, so auch der starke Dualraum E'. Insbesondere sind also die in der Distributionstheorie auftretenden Räume {\displaystyle {\mathcal {E}}'(\Omega )}, {\displaystyle {\mathcal {D}}'(\Omega )} und {\displaystyle {\mathcal {S}}'({\mathbb {R} }^{n})} Montel-Räume.